# Szigligeti József
Szigligeti József, Szatmári József Lajos (Pest, 1850. április 6. (keresztelés) – Budapest, 1889. március 14.) színész, rendező.

## Életútja
Szigligeti Ede és Sperling Franciska fia. 1870-ben családi nevét Szigligetire változtatta. A fővárosban a kegyesrendiek gimnáziumában tanult. Szülei a katonai pályára szánták, de korai érintkezése a színházi körökkel őt is a színi pályára vonzotta, melyre, különösen a komikus-szakma iránt, nem is hiányzott benne a tehetség. De miután atyja, aki akkor a Nemzeti Színház igazgatója volt, nem tartotta helyénvalónak, hogy mint kezdőt szerződtesse, vidékre ment. 1865. július 1-jén Debrecenben játszott, azután Kolozsvárott volt, majd 1867–68-ban Győrött szerepelt. Eléggé használható tagnak bizonyult, különösen emlékezőtehetségénél fogva, mely lehetővé tette számára, hogy évek után is nemcsak a saját szerepét tudja, hanem az egész színdarabot.  Mint rendező is többször bebizonyította ügyességét. 1869. júliusában Kőmíves Imre pesti társulatának tagja volt. 1871 augusztusában Klein Sámuel szatmári társulatánál, 1874-ben ismét a kolozsvári színháznál működött. 1877. január 10-én Kassán házasságra lépett Pálmay Ilkával. Ez a házassága azonban 1879-ben válással végződött. 1880-ban Aradon, 1883-84-ben Miskolcon működött. Ez idő tájban az elmeháborodás jelei mutatkoztak rajta, egy alkalommal a Lánchídról a Dunába vetette magát, de kimentették; majd 1886. június 10-én beszállították a Szent Rókus Kórházba, s az év szeptemberében gondnokság alá helyezték.

## Fontosabb szerepei
- Gémesi (Szigligeti E.: A szökött katona)
- Ferenc (Moser–Schönthan: Hadjárat békében)

## Működési adatai
1865: Debrecen; 1867–68: Győr; 1869: Szuper Károly; 1871: Szatmár; 1873: Miklósy Gyula; 1874–76, ill. 1878–80: Kolozsvár; 1876: Kassa; 1877: Kecskemét; 1880–85: Gerőfy Andor.